# Pierreodendron kerstingii
Espèce
Synonymes
- Mannia kerstingii (Engl.) Harms[1]
- Simarubopsis kerstingii Engl.[1]

Statut de conservation UICN

 VU B1+2c : Vulnérable
Pierreodendron kerstingii est une espèce de plantes du genre Pierreodendron de la famille des Simaroubaceae.